# Zenon Chojnicki
Zenon Chojnicki (ur. 16 lipca 1955 w Mielcu, zm. 30 stycznia 2024 tamże) – polski szachista, instruktor i działacz szachowy, sędzia klasy międzynarodowej (International Arbiter) od 2004.

## Życiorys
W szachy nauczył się grać w wieku kilkunastu lat. Pod koniec lat 60. XX wieku zapisał się do klubu szachowego i zaczął uczestniczyć w turniejach szachowych. Debiut w turnieju rangi ogólnopolskiej (Pilzno 1969) przyniósł mu od razu pierwsze turniejowe zwycięstwo. Wkrótce awansował do grona najlepszych polskich juniorów, czterokrotnie (pomiędzy 1972 a 1975 rokiem) uczestnicząc w finałach mistrzostw kraju w kategorii do 20 lat. W rozgrywkach tych zdobył dwa brązowe medale (Grudziądz 1974 i Rzeszów 1975). W 1973 r. zajął w Ułan Bator III m. w finale mistrzostw Mongolii juniorów, natomiast w 1975 r. reprezentował Polskę w drużynowym meczu juniorów przeciwko Niemieckiej Republice Demokratycznej, w jednej z partii pokonując Thomasa Pähtza (późniejszego arcymistrza), a w innych – remisując z Uwe Bönschem (również późniejszym arcymistrzem) i Thomasem Casperem (późniejszym mistrzem międzynarodowym).
W połowie lat 70. zakończył karierę, do szachów powracając po 10 latach, ale już jako instruktor, działacz i propagator tej dyscypliny wśród dzieci i młodzieży. W drugiej połowie lat 80. był w Mielcu organizatorem spartakiad, w których startowało po kilkuset uczestników. W 1990 r. zdobył uprawnienia instruktora szachowego I klasy, a w 2003 r. ukończył studia podyplomowe na AWF w Warszawie uzyskując trenera II klasy w szachach. W grupie jego wychowanków znajdują się finaliści mistrzostw Polski juniorów w różnych kategoriach wiekowych.
Od 1999 r. jest prezesem Podkarpackiego Związku Szachowego, a od 2000 r. – działaczem Polskiego Związku Szachowego, w którym pełnił funkcje przewodniczącego Komisji Ewidencji, Klasyfikacji i Rankingu (do 2013) oraz członka Kolegium Sędziów. Jest również aktywnym sędzią szachowym (uprawnienia sędziego klasy międzynarodowej posiada od 2004 roku).
Najwyższy ranking w karierze osiągnął 1 stycznia 1993 r., z wynikiem 2310 punktów dzielił wówczas 100-106. miejsce wśród polskich szachistów. Posiada tytuł mistrza FIDE, który otrzymał w 2002 roku.
Z zawodu Zenon Chojnicki jest inżynierem mechanikiem, w 1996 r. ukończył studia na wydziale Budowy Maszyn i Lotnictwa (kierunek mechanika i budowa maszyn w zakresie lotnictwo) Politechniki Rzeszowskiej im. Ignacego Łukasiewicza.